# Eugenio Massi
Eugenio Massi (Monteprandone, 15 agosto 1875 – Hankou, 10 dicembre 1944) è stato un missionario e vescovo cattolico italiano.

## Biografia
Abbracciò la vita religiosa tra i frati minori nel 1890; fu ordinato prete nel 1898 e fu destinato alle missioni dello Shensi settentrionale, in Cina.
Nel 1910 fu eletto vescovo titolare di Joppe e nominato vicario apostolico dello Shensi settentrionale; nel 1916 fu trasferito al vicariato apostolico dello Shensi centrale, dove fondò la congregazione indigena delle Francescane del Sacro Cuore.
Fu trasferito al vicariato di Hankou nel 1927.

## Genealogia episcopale e successione apostolica
La genealogia episcopale è:
- Cardinale Guillaume d'Estouteville, O.S.B.Clun.
- Papa Sisto IV
- Papa Giulio II
- Cardinale Raffaele Riario
- Papa Leone X
- Papa Clemente VII
- Cardinale Antonio Sanseverino, O.S.Io.Hier.
- Cardinale Giovanni Michele Saraceni
- Papa Pio V
- Cardinale Innico d'Avalos d'Aragona, O.S.Iacobi
- Cardinale Scipione Gonzaga
- Patriarca Fabio Biondi
- Papa Urbano VIII
- Cardinale Cosimo de Torres
- Cardinale Francesco Maria Brancaccio
- Vescovo Miguel Juan Balaguer Camarasa, O.S.Io.Hier.
- Papa Alessandro VII
- Cardinale Neri Corsini
- Vescovo Francesco Ravizza
- Cardinale Veríssimo de Lencastre
- Arcivescovo João de Sousa
- Vescovo Álvaro de Abranches e Noronha
- Cardinale Nuno da Cunha e Ataíde
- Cardinale Tomás de Almeida
- Cardinale João Cosme da Cunha, O.R.C.
- Arcivescovo Francisco da Assunção e Brito, O.E.S.A.
- Vescovo Alexandre de Gouveia, T.O.R.
- Vescovo Caetano Pires Pereira, C.M.
- Vescovo Gioacchino Salvetti, O.F.M.Obs.
- Vescovo Lodovico Maria Besi
- Vescovo Francesco Saverio Maresca, O.F.M.
- Vescovo Luigi Celestino Spelta, O.F.M.Ref.
- Vescovo Eustachio Vito Modesto Zanoli, O.F.M.Ref.
- Vescovo Simeone Volonteri, P.I.M.E.
- Vescovo Vincenzo Epifanio Carlassare, O.F.M.Ref.
- Vescovo Agapito Augusto Fiorentini, O.F.M.
- Vescovo Eugenio Massi, O.F.M.

La successione apostolica è:
- Vescovo Antonio Maria Capettini, P.I.M.E. (1919)
- Vescovo Fiorenzo Umberto Tessiatore, O.F.M. (1928)
- Vescovo Alfonso Maria Ferroni, O.F.M. (1932)
- Arcivescovo Pacifico Giulio Vanni, O.F.M. (1932)
- Vescovo Rembert Casimir Kowalski, O.F.M. (1942)